# Lengyel Alfréd
Lengyel Alfréd (Győr, 1908. szeptember 5. – Győr, 1993. február 1.) levéltáros. 

## Élete
Szülei Lengyel Tivadar katonatiszt és Kűhne Paula Ilona voltak. Győrben végezte elemi és bencés középiskolai tanulmányait. Bátyja Tivadar szintén katonatiszt lett, Alfréd a közgazdasági egyetemen végzett.
A győri városi levéltárban kapott állást. Bay Ferenc városi főlevéltárnok mellett tanulta ki a szakmát, segítve a Győri Lloyd városáért, kereskedelméért című, a helytörténeti kutatásnál nélkülözhetetlen munkájának elkészítésében. 1939-1940-ben kétéves tanfolyamon vett részt a Magyar Országos Levéltárban, majd 1940-ben megpályázta a Győr-Moson megyei főlevéltárnoki állást, melyet meg is nyert. A második világháborúban katonának hívták be, s a háború után újra kellett kezdenie az életét. 1949-ben koholt vádak alapján rendőri felügyelet alá helyezték és zaklatták. 1957-ben Kiss Mária megyei levéltárigazgatónak köszönhetően rehabilitálták. Visszakerült régi munkahelyére. 1974-ben vonult nyugdíjba, de élete végéig kötődött a levéltárhoz.
A Győr városi köztemetőben díszsírhelyen nyugszik.
Előbb tanulmányai jelentek meg Győr és Moson vármegye nemesség-vizsgálatairól, a győri Streibig gyűjteményről, Győr város levéltárának történetéről, és cikkei Mosonvármegye című lapban Moson vármegye történetéről. Később történelmi olvasókönyveket adott ki, a győri zeneiskola történetével, közigazgatás-történettel is foglalkozott, illetve a 75. születésnapjára Győri mozaik című tanulmánykötet jelent meg.

## Elismerései és emléke
- Pro Urbe
- 1993 Győr díszpolgára (posztumusz)
- Lengyel Alfréd Honismereti Verseny, Győr

## Művei
- 1971 Az egyházi nemesi község önkormányzata és igazgatása a feudalizmus alkonyán, in: Bónis György-Degré Alajos (szerk.): Tanulmányok a magyar helyi önkormányzat múltjából. Budapest, 145-174.
- Győr vármegye nemesség vizsgálatai, és az 1725. évi invesztigáció
- Pusztult falvak, eltűnt helynevek Győr megyében